# Kerimäki
Kerimäki è stato un comune finlandese, avente 5526 abitanti al momento della soppressione della municipalità a fine 2012, situato nella regione del Savo Meridionale. Dal 1º gennaio 2013 è stato inglobato nella città di Savonlinna.
Pur essendo un villaggio piccolo, conserva la chiesa in legno più grande del mondo. Costruita nel 1847, fu progettata per avere più di 3000 posti a sedere e contenere 5000 fedeli contando anche i posti in piedi.
Queste dimensioni spropositate non furono un errore, ma vennero deliberatamente aumentate rispetto a quelle previste dal progetto originale a causa dell'entusiasmo della gente del posto. Quando la chiesa fu costruita, la popolazione di Kerimäki ammontava infatti a 12.000 persone. I fedeli giungevano da tutta la regione, attraversando il lago a bordo delle tradizionali barche in legno kirkkovene (imbarcazioni).
La navata della chiesa misura 27 m d'altezza. Era impossibile riscaldare un edificio di tali proporzioni, tenendo di conto delle rigide temperature invernali in Finlandia. In origine all'interno erano situate otto stufe (ora ridotte a quattro), ma poiché non erano sufficienti, sul retro fu costruita una cappella invernale più piccola con 300 posti.
La struttura principale viene ancora oggi usata per le funzioni religiose in estate, ma l'ultima volta in cui la chiesa si è riempita è stata in occasione di un concerto di beneficenza tenuto nel 1972.

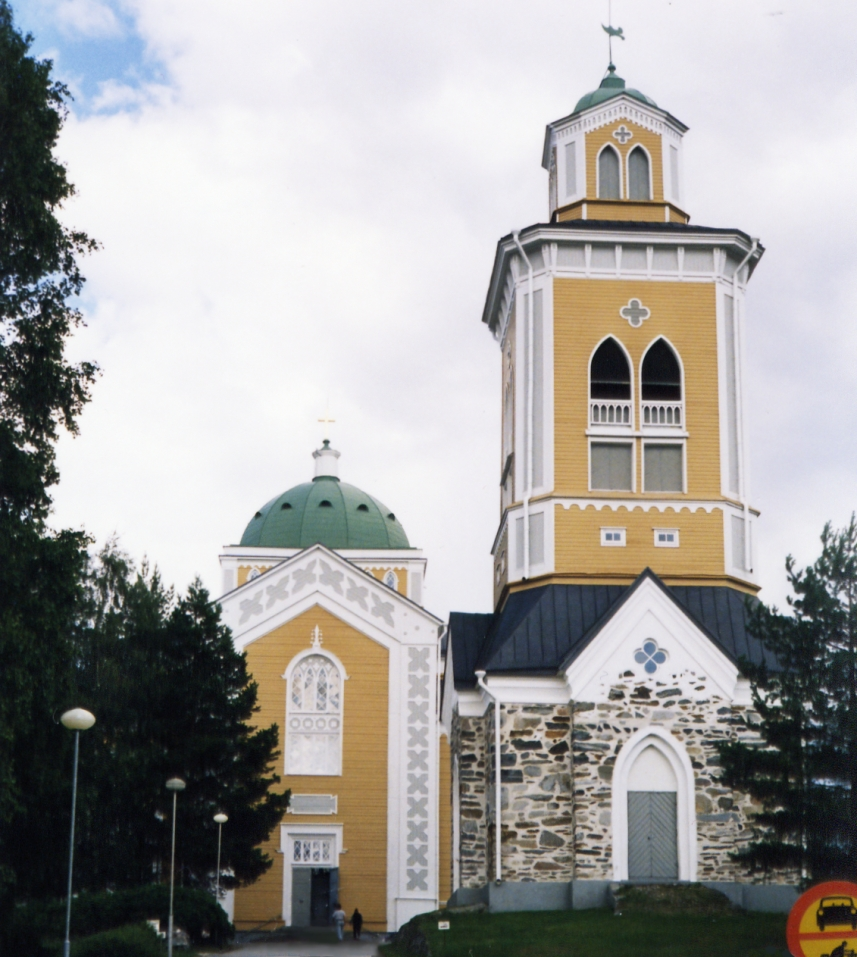
La chiesa di Kerimäki